# 车维德
车维德（韓語：차유덕；漢字名不詳，1961年10月27日—），即維克托·車（Victor Dong Cha，也有媒體未有留意其韓裔血統而錯譯作維克托·查），韓裔美國人，美国乔治城大学埃德蒙·A·沃尔什外事学院教授、战略与国际研究中心韩国研究主任，美国學者及作者，長期專著於美韓關係及美國對兩韓的外交政策。

## 生平
他曾出任白宮國安會亞洲事務主任，主理有關日本、南北韓、澳大利亞及紐西蘭的事務，在小布殊執政期間擔任北韓事務首席顧問。
從2017年中開始到2018年1月，車教授被盛傳會是當時一直懸空的下一任美國駐韓國大使人選。2018年1月，這個任命的傳言演變成特朗普團隊撤回提名的局面，原因是車教授曾在2017年12月私底下表達對特朗普政權計劃向北韓發射飛彈及退出美韓自由貿易協定的議決不敢苟同。

## Powerplay
他最值得留意的理論是「Powerplay」概念，主張美國應該與東亞建立多個國家（例如：韓國、台灣及日本）建立雙邊軍事聯盟，而無需再建設一個諸如北約在歐洲那樣的自由多邊安全體系。

## 外部連結
- C-SPAN內的頁面（英文）